# Challenge international de Paris
Le Challenge international de Paris (CIP), connu sous le nom Mazars Challenge International de Paris est une compétition de fleuret, épreuve de la Coupe du monde d'escrime, disputée chaque année à Paris. Elle est organisée par la Fédération française d'escrime sous l'égide de la Fédération internationale d'escrime.

## Histoire
Créé en 1953 sous l'appellation de Challenge Martini, du nom de son sponsor, elle se déroule traditionnellement au stade Pierre-de-Coubertin, dans le 16e arrondissement de Paris, et a révélé au cours du dernier demi-siècle les plus grands talents du fleuret mondial, à l'instar de son premier vainqueur Christian d'Oriola. En 1991, la compétition change d'appellation pour cause de loi Évin et devient le Challenge Brut de Fabergé. En 1998, la compétition change à nouveau de nom en devenant le Challenge International de Paris, connue aussi sous le nom de CIP.
Le vainqueur du CIP reçoit le trophée « Christian d'Oriola », œuvre de Robert Goosens.
L'édition 2021, initialement prévue du 15 au 17 janvier, est annulée en décembre 2020 par la FIE en raison de la pandémie de Covid-19.
En 2023, la coupe du monde accueille pour la première fois les compétitions masculine et féminine, la Coupe du Monde de fleuret dame se déroulant jusqu'alors à Saint-Maur-des-Fossés dans le cadre du Challenge international de Saint-Maur. Par ailleurs, l'édition 2023 devient le Mazars Challenge International de Paris, à la suite d'un partenariat entre la Fédération française d'escrime et Mazars.

## Palmarès
| Année | Hommes                                               | Hommes                                               | Femmes                                               | Femmes                                               |
| Année | Individuel                                           | Par équipes                                          | Individuel                                           | Par équipes                                          |
| ----- | ---------------------------------------------------- | ---------------------------------------------------- | ---------------------------------------------------- | ---------------------------------------------------- |
| 2025  | Alessio Foconi (3)                                   | Italie (7)                                           |                                                      |                                                      |
| 2024  | Tommaso Marini                                       | États-Unis (6)                                       | Chen Qingyuan                                        | Italie (2)                                           |
| 2023  | Alexander Massialas (2)                              | Italie (6)                                           | Alice Volpi                                          | Italie                                               |
| 2022  | Cheung Ka Long                                       | Italie (5)                                           | n/a                                                  | n/a                                                  |
| 2021  | Édition annulée en raison de la pandémie de Covid-19 | Édition annulée en raison de la pandémie de Covid-19 | Édition annulée en raison de la pandémie de Covid-19 | Édition annulée en raison de la pandémie de Covid-19 |
| 2020  | Nick Itkin                                           | États-Unis (5)                                       | n/a                                                  | n/a                                                  |
| 2019  | Alessio Foconi (2)                                   | Russie (2)                                           | n/a                                                  | n/a                                                  |
| 2018  | Alessio Foconi                                       | États-Unis (4)                                       | n/a                                                  | n/a                                                  |
| 2017  | Alexander Massialas                                  | Italie (4)                                           | n/a                                                  | n/a                                                  |
| 2016  | Race Imboden (2)                                     | États-Unis (3)                                       | n/a                                                  | n/a                                                  |
| 2015  | Race Imboden                                         | États-Unis (2)                                       | n/a                                                  | n/a                                                  |
| 2014  | Enzo Lefort                                          | Italie (3)                                           | n/a                                                  | n/a                                                  |
| 2013  | Andrea Baldini (2)                                   | États-Unis                                           | n/a                                                  | n/a                                                  |
| 2012  | Andrea Cassarà                                       | Italie (2)                                           | n/a                                                  | n/a                                                  |
| 2011  | Erwann Le Péchoux                                    | Japon                                                | n/a                                                  | n/a                                                  |
| 2010  | Lei Sheng                                            | Russie                                               | n/a                                                  | n/a                                                  |
| 2009  | Peter Joppich                                        | Chine (2)                                            | n/a                                                  | n/a                                                  |
| 2008  | Andrea Baldini                                       | Pologne                                              | n/a                                                  | n/a                                                  |
| 2007  | Benjamin Kleibrink (2)                               | Chine                                                | n/a                                                  | n/a                                                  |
| 2006  | Benjamin Kleibrink                                   | Italie                                               | n/a                                                  | n/a                                                  |
| 2005  | Zhang Liangliang                                     | France (2)                                           | n/a                                                  | n/a                                                  |
| 2004  | Salvatore Sanzo (2)                                  | Allemagne                                            | n/a                                                  | n/a                                                  |
| 2003  | Ruslan Nasibulin                                     | France                                               | n/a                                                  | n/a                                                  |
| 2002  | Brice Guyart                                         | n/a                                                  | n/a                                                  | n/a                                                  |
| 2001  | Ralf Bissdorf                                        | n/a                                                  | n/a                                                  | n/a                                                  |
| 2000  | Salvatore Sanzo                                      | n/a                                                  | n/a                                                  | n/a                                                  |
| 1999  | Óscar García Pérez (2)                               | n/a                                                  | n/a                                                  | n/a                                                  |
| 1998  | Elvis Gregory (2)                                    | n/a                                                  | n/a                                                  | n/a                                                  |
| 1997  | Óscar García Pérez                                   | n/a                                                  | n/a                                                  | n/a                                                  |
| 1996  | Elvis Gregory                                        | n/a                                                  | n/a                                                  | n/a                                                  |
| 1995  | Lionel Plumenail                                     | n/a                                                  | n/a                                                  | n/a                                                  |
| 1994  | Philippe Omnès (3)                                   | n/a                                                  | n/a                                                  | n/a                                                  |
| 1993  | Udo Wagner                                           | n/a                                                  | n/a                                                  | n/a                                                  |
| 1992  | Thorsten Weidner                                     | n/a                                                  | n/a                                                  | n/a                                                  |
| 1991  | Alexandre Romankov (2)                               | n/a                                                  | n/a                                                  | n/a                                                  |
| 1990  | Andrea Borella (2)                                   | n/a                                                  | n/a                                                  | n/a                                                  |
| 1989  | Philippe Omnès (2)                                   | n/a                                                  | n/a                                                  | n/a                                                  |
| 1988  | Pál Szekeres                                         | n/a                                                  | n/a                                                  | n/a                                                  |
| 1987  | Alexandre Romankov                                   | n/a                                                  | n/a                                                  | n/a                                                  |
| 1986  | Philippe Omnès                                       | n/a                                                  | n/a                                                  | n/a                                                  |
| 1985  | Mathias Gey (2)                                      | n/a                                                  | n/a                                                  | n/a                                                  |
| 1984  | Harald Hein (2)                                      | n/a                                                  | n/a                                                  | n/a                                                  |
| 1983  | Stefano Cerioni                                      | n/a                                                  | n/a                                                  | n/a                                                  |
| 1982  | Mathias Gey                                          | n/a                                                  | n/a                                                  | n/a                                                  |
| 1981  | Matthias Behr                                        | n/a                                                  | n/a                                                  | n/a                                                  |
| 1980  | Rainer Wirtz                                         | n/a                                                  | n/a                                                  | n/a                                                  |
| 1979  | Adam Robak                                           | n/a                                                  | n/a                                                  | n/a                                                  |
| 1978  | Andrea Borella                                       | n/a                                                  | n/a                                                  | n/a                                                  |
| 1977  | Harald Hein                                          | n/a                                                  | n/a                                                  | n/a                                                  |
| 1976  | Bernard Talvard (3)                                  | n/a                                                  | n/a                                                  | n/a                                                  |
| 1975  | Vasili Stankovich                                    | n/a                                                  | n/a                                                  | n/a                                                  |
| 1974  | Bernard Talvard (2)                                  | n/a                                                  | n/a                                                  | n/a                                                  |
| 1973  | Bernard Talvard                                      | n/a                                                  | n/a                                                  | n/a                                                  |
| 1972  | Daniel Revenu                                        | n/a                                                  | n/a                                                  | n/a                                                  |
| 1971  | Sándor Szabó (3)                                     | n/a                                                  | n/a                                                  | n/a                                                  |
| 1970  | Ion Drimba                                           | n/a                                                  | n/a                                                  | n/a                                                  |
| 1969  | Jean-Claude Magnan (3)                               | n/a                                                  | n/a                                                  | n/a                                                  |
| 1968  | Christian Noël                                       | n/a                                                  | n/a                                                  | n/a                                                  |
| 1967  | Sándor Szabó (2)                                     | n/a                                                  | n/a                                                  | n/a                                                  |
| 1966  | Sándor Szabó                                         | n/a                                                  | n/a                                                  | n/a                                                  |
| 1965  | Jean-Claude Magnan (2)                               | n/a                                                  | n/a                                                  | n/a                                                  |
| 1964  | Jean-Claude Magnan                                   | n/a                                                  | n/a                                                  | n/a                                                  |
| 1963  | Bill Hoskyns (2)                                     | n/a                                                  | n/a                                                  | n/a                                                  |
| 1962  | Bill Hoskyns                                         | n/a                                                  | n/a                                                  | n/a                                                  |
| 1961  | László Kamuti                                        | n/a                                                  | n/a                                                  | n/a                                                  |
| 1960  | Yury Sisikin                                         | n/a                                                  | n/a                                                  | n/a                                                  |
| 1959  | Roger Closset (3)                                    | n/a                                                  | n/a                                                  | n/a                                                  |
| 1958  | Jenő Kamuti                                          | n/a                                                  | n/a                                                  | n/a                                                  |
| 1957  | Mihály Fülöp                                         | n/a                                                  | n/a                                                  | n/a                                                  |
| 1956  | Roger Closset (2)                                    | n/a                                                  | n/a                                                  | n/a                                                  |
| 1955  | Roger Closset                                        | n/a                                                  | n/a                                                  | n/a                                                  |
| 1954  | Christian d'Oriola (2)                               | n/a                                                  | n/a                                                  | n/a                                                  |
| 1953  | Christian d'Oriola                                   | n/a                                                  | n/a                                                  | n/a                                                  |